# Бруно (Минесота)
Бруно (енгл. Bruno) град је у америчкој савезној држави Минесота.

## Демографија
По попису из 2010. године број становника је 102, што је 0 (0,0%) становника више него 2000. године.
| Група             | 2000.      | 2010.      |
| Белци             | 98 (96,1%) | 94 (92,2%) |
| Афроамериканци    | 1 (1,0%)   | 1 (1,0%)   |
| Азијати           | 0 (0,0%)   | 0 (0,0%)   |
| Хиспаноамериканци | 0 (0,0%)   | 0 (0,0%)   |
| Укупно            | 102        | 102        |